# Markiplier
Mark Edward Fischbach (Honolulu, 28 juni 1989), online bekend als Markiplier (voorheen markiplierGAME), is een Amerikaanse youtuber, gamer-commentator, acteur en komiek.
Op november 2020 had zijn kanaal in totaal meer dan 14,1 miljard videoweergaven en meer dan 30,1 miljoen abonnees. Fischbach filmt voornamelijk let's play-video's en  survival-horror-computerspellen.

## Carrière
Oorspronkelijk is Fischbach afkomstig uit Honolulu, Hawaï. Hij begon zijn carrière in Cincinnati, Ohio, en woont sinds 2014 in Los Angeles.
Fischbach startte zijn YouTube-kanaal op 6 maart 2012 en uploadde een maand later zijn eerste serie video's waarin hij computerspellen speelt. Zijn kanaal werd geblokkeerd door YouTube en hij startte een nieuw kanaal genaamd MarkiplierGAME.
In september 2014 verscheen hij in het praatprogramma Jimmy Kimmel Live! nadat er controverse was ontstaan over de grappen in zijn video's. Hij verhuisde dat jaar naar Los Angeles om dichter bij andere youtubers te wonen. Samen met Daniel Kyre en Ryan Magee maakte hij komische sketches en muziek.
Na een korte onderbreking keerde hij terug op YouTube. Zijn kanaal bereikte op 15 oktober 2015 de grens van tien miljoen abonnees. Dat aantal was verdubbeld op 29 maart 2018.
In 2017 maakte Fischbach een tournee door de Verenigde Staten met een improvisatievoorstelling samen met vier andere youtubers. De tournee werd voortgezet in Australië en Europa.
Van 15 november 2019 tot 13 november 2020 had hij, samen met Ethan Nestor (CrankGameplays), het kanaal "Unus Annus". Onder het motto 'Memento Mori' postten ze elke dag een nieuwe video, tot exact een jaar na de eerste video en na een livestream van twaalf uur het kanaal en alle bijbehorende video's verwijderd werden.
Fischbach is ook medeoprichter van kledingbedrijf Cloak, samen met zijn Ierse collega-YouTuber Jacksepticeye.
Op 9 december 2022 opende Fischbach een OnlyFans-account voor het opbrengen van geld voor het Cincinnati Children's Hospital. In totaal bracht dit ruim 363.000 dollar op.
In 2024 kwam de TV-serie "The Edge of Sleep" uit op Amazon Prime Video waarin Fischbach de rol van Dave Torres, een nacht bewaker, speelde. 